# ピアリング
ピアリング（Peering）とは、インターネットサービスプロバイダ（ISP）同士が相互にネットワークを接続し、互いにトラフィックを交換し合うこと。ピアリングには、それぞれのネットワークの物理的な相互接続状態と、BGP（Border Gateway Protocol）によるネットワーク同士の経路情報の交換、それぞれのISP間における交渉とピアリングすることの合意が必要となる。
一般的にはインターネットエクスチェンジ（IX）を介して行うものを指すが、IXを介さずにISP同士が直接専用線などを用いて接続を行う場合（プライベートピアリング）もある。

## 概略
インターネットは分散したネットワークの集合体であり、互いに共通の技術基盤であるIPアドレスとBGPによる経路情報交換により、それぞれのネットワークを相互に接続させている。それぞれのISPがネットワークを相互に接続し、トラフィックをお互いのネットワーク同士で交換することをピアリングと呼ぶ。

## ピアリングの方法
それぞれのISPが持つネットワークを相互接続する方法は'ピアリング(Peering)'と'トランジット(Transit)'の２つがある。
- ピアリング：同等のネットワーク規模を持つISPが無償でお互いのトラフィックを交換すること
- トランジット：中小規模のISPが大規模なネットワークを持つISPにお金を払い、ネットワークにトラフィックを流すこと。

さらに、ピアリングは、"パブリック・ピアリング"と"プライベート・ピアリング"の2つに分類される。
それぞれのISPがどの方法で相互接続をするかは、各運営者間の交渉と合意によってきまる。
インターネットが学術研究網であった時代は、フリー・ピアリングの思想が主流であった。つまり、各ネットワークは相互にピアリングすることで、無償で各ネットワークに接続し合っていた。しかし、インターネットの商用利用が拡大するにつれ、ネットワークを運営する企業は利益と費用のバランスを考えるようになり、無償ピアリングで流れ込むトラフィックに対応する為の設備費用の増大に対処する為、有償のトランジット契約によってネットワークの相互接続を行うことになった。

### パブリック・ピアリング（IX経由のピアリング）
IXにおいては、一般的に単にIXが用意するスイッチングハブにケーブルを接続しただけでは全くトラフィックが流れることはなく、当該IXに参画するISPに対し個別にピアリングを行ってくれるように交渉を行う必要がある。これは大手ISPにおける「トラフィックのただ乗り」に対する危惧が背景にある。
日本初のIXであるNSPIXP1が誕生した当初は、IXに参加しただけでNSPIXP1に参加する他の全ISPと無条件にピアリングが成立し、相互にトラフィックを流すことができた。しかし当時は海外に直接接続する回線の価格が非常に高く、ISPの中でもインターネットイニシアティブ（IIJ）など一部の大手ISPしか海外に接続していなかったため、中小ISPの中には海外回線の費用負担惜しさにNSPIXP1への加入を試みるものも現れた。また実際そのようなISPが増加するにつれ、IIJなどは海外向け回線の増強を行わざるを得なかった。
そのためNSPIXP2の開設以降は、そのような「海外向け回線へのただ乗り」を防ぐため、IXにおけるピアリングは原則としてISP相互間で合意するまで行わないこととすることが一般的となり、ISPの規模に大きく差があるようなケースでは中小ISP側が大手ISPに対し海外向け回線の費用相当額を負担すること（＝IPトランジットの購入）をピアリングの条件とするケースも見られるようになった。
しかしIXの規模拡大と共に参加するISPの数も大きく増加しており、それらのISPに対し個別にピアリングの交渉を行うことは非常に手間がかかる作業となっている。そのため最近の商用IXでは、IXの運営会社がピアリングの交渉代行を行うケースも多い。またBBIXが最初からYahoo! BBのネットワークに対するピアリングを保証しているように、後発のIXの中には大手ISPとのピアリングを保証して新規加入者の勧誘に努めているところもある。

### プライベートピアリング
IXにおけるピアリングを利用した接続は、IXが保有するスイッチングハブの性能とポート数に大きく速度が左右される。場合によってはスイッチングハブの性能を大きく上回るトラフィックが集中して速度が大きく低下するケースや、IX自体のトラブルによりトラフィックが全く流れなくなるケースもある。またトラフィックの増加に伴い回線を増強したくても、あるIXにおいて1社が保有できるポート数には上限があることが多く、その制限のために回線増強が行えない場合がある。
このような状況に対応し、IXの障害発生時におけるバックアップの確保、あるいはIXの能力を上回る回線速度増強などを目的として行われるのがプライベートピアリングである。接続手段としては一般的には専用線やダークファイバーが使われるが、IX接続のためのハウジング設備が同じビル内に置かれているISP同士の場合はLANケーブルなどで接続を行う場合もある。

## 各ISPのインセンティブ
ユーザーは、インターネットは世界中のネットワークにアクセスできると考えている。仮に特定のネットワークにアクセスできない状態がISPの提供するサービスで起こるとすれば、ユーザーの不満は増大し、ISPとの契約を打ち切る可能性もある。従って、ISPは全てのネットワークにアクセスできるように相互接続環境を整えなければ、市場競争に打ち勝つことはできない。ISPは、ピアリングやトランジット契約を結び、各ネットワークへのアクセス環境を整えるインセンティブが働く。

## ピアリングの解除
ピアリングは各ISP間の民間取引によって成立する為、あるISPが元々ピアリング契約を結んでいたISPとのピアリング契約を解除することも想定できる。
例えば、2005年に米国大手通信事業者であるLevel 3 Communications社とCogent Communications社のピアリング解除を巡る問題がある。Cogent Communications社とLevel 3 Communications社はピアリング契約を結び、トラフィックを無償で交換していた。しかし、2005年10月にLevel 3 Communications社がネットワーク規模と交換するトラフィック量が同等ではなくなったと判断し、Cogent Communications社とのピアリング契約を打ち切った事件があった。この事件により、インターネットの1社のみのISPをインターネットアクセスに利用しているエンドユーザーは、特定のサイトやサービスにアクセスできない状況が生じた。この事件によって、インターネットがネットワークの相互接続によって成立していることと、各事業者間の関係によってはピアリング契約は解除され、自由なアクセスが阻害されることが示された。

## 関連書籍
入門書・概説書・教養書などを参考になると思われる書籍を五十音毎に掲げる
- 戸根 勤[著] / 日経NETWORK[監修]（2007年）『ネットワークはなぜつながるのか ー知っておきたいTCP/IP、LAN、光ファイバの基礎知識（第二版）』（日経BP、ISBN 9784822283117）